# جوش كوكي
جوش كوكي (بالإنجليزية: Josh Cooke)‏ (1997 بإنجلترا في المملكة المتحدة - ) هو لاعب كرة قدم بريطاني في مركز الهجوم. لعب مع سويندون تاون وStaines Town F.C. ‏ ونادي غلوستر سيتي ونادي تشيلتنهام تاون لكرة القدم.

## وصلات خارجية
- جوش كوكي على موقع قاعدة بيانات كرة القدم.إي يو (الإنجليزية)
- جوش كوكي على موقع Soccerbase.com (لاعب) (الإنجليزية)
- جوش كوكي على موقع Soccerway.com (الإنجليزية)